# Kyrö
Ej att förväxla med österbottniska Storkyro, Lillkyro och Kyro älv.
Kyrö är en tätort (finska: taajama) och centralort i Pöytis kommun (fram till 2004 Karinais) i landskapet Egentliga Finland i Finland. Vid tätortsavgränsningen den 31 december 2021 hade Kyrö 1 770 invånare och omfattade en landareal av 5,55 kvadratkilometer.